# Wałki (wieś)
Wałki – wieś w Polsce, położona w województwie podlaskim, w powiecie siemiatyckim, w gminie Milejczyce.
W latach 1975–1998 miejscowość administracyjnie należała do województwa białostockiego.
Wałki są wsią typowo rolniczą, opartą na hodowli krów mlecznych. Wielkość gospodarstw wynosi 5–15 ha na glebach IV–VI klasy.
W miejscowości znajduje się budynek dawnej szkoły podstawowej oraz zbudowana w latach 80. i poświęcona w 1992 roku kaplica podlegająca Parafii Matki Bożej Bolesnej w Osmoli.

## Zabytki
- grodzisko średniowieczne wzniesione w okresie pomiędzy od 2. połowy lub końca XI w. do końca XII stulecia[10].

## Zobacz też

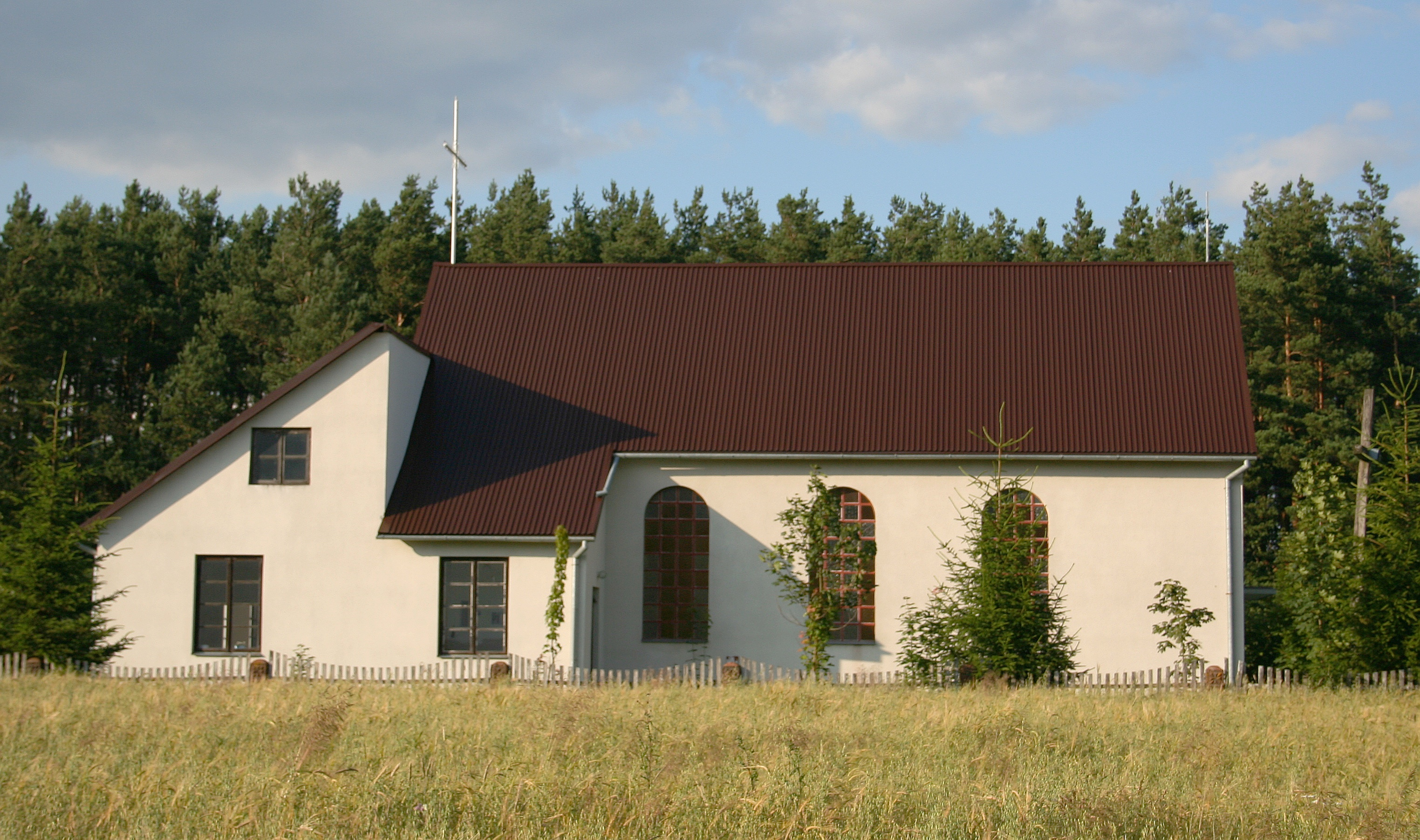
Kaplica w Wałkach